# 練馬師

一名來自德克萨斯州牧場的練馬師

練馬師（英語：Horse trainer）是一項賽馬相關的職業，職責包括挑選有潛質的競賽馬匹、照顧馬匹的健康醫療和日常生活飲食、訓練馬匹競賽技巧及催谷馬匹至最佳出戰狀態等。一般而言，練馬師會在一個賽馬會旗下的合約僱員，並在對方的授權下「開倉」訓練馬匹。練馬師一般是由騎師、策騎員、訓練員、馬伕或馬房助理等出身的，一般是在馬圈擁有一定人脈才會開倉，與馬主建立良好關係亦是練馬師的職責所在。練馬師的工作非常忙碌，由於馬匹的狀況需要長期觀察，練馬師可能需要日以繼夜、年中無休地照顧馬匹的。而練馬師為自己訓練的馬匹匹配騎師，在贏馬後會與騎師和馬主及其他僱員等對分獎金，因此若其馬房擁有不少實力馬，收入是相當可觀的。

## 香港
在香港，若要成為練馬師是需要由香港賽馬會審核的，獲得通過後方能開倉練馬。每年贏取頭馬最多的練馬師會獲得「香港冠軍練馬師」獎項。而每年的成績亦有一定標準。練馬師牌照審核指引於1999/2000年馬季首次實施，當時合格基準為12場頭馬。其後於2003/04年度增至13場頭馬。2013/14年度進一步上調至15場頭馬，更明確指出若然最終只勝出13或14場頭馬，獎金則要達1500萬港元方算達標，外地賽事取得頭馬及獎金皆計算在內（下同）。2016/17年度進一步上調至16場頭馬，更明確指出若然最終只勝出14或15場頭馬，獎金則要達1850萬港元方算達標，2019/2020年度維持16場頭馬的達標要求，但明確指出若然最終只勝出14或15場頭馬，獎金則上調至2100萬港元方算達標。
2019年1月，因應從化馬場啟用後有9位練馬師安排旗下馬匹到從化訓練，而他們的養馬量獲提升至70匹。故馬會修訂對他們的續牌成績最低要求。馬會規定這批練馬師需要在一季內贏得至少18場頭馬，若只達到16場頭馬便需要贏得2250萬港元獎金方算達標。同時，馬會規定無派馬往從化馬場的練馬師需要在一季內贏得至少14場頭馬並且需要贏得2100萬港元獎金方能符合表現準則。
由2021至2022年馬季開始，馬會修訂練馬師續牌條件，只在香港設廐的練馬師，達標要求為最少贏得16場頭馬，當中14場頭馬需要包括四班或以上的賽事，包括新馬賽。而在香港和從化兩地設廐的練馬師，達標要求更改為最少贏得18場頭馬，當中16場頭馬需要包括四班或以上的賽事，包括新馬賽，而無最低獎金要求。需要符合上述準則，即最少要贏14場四班或以上賽事；若然贏了14場四班或以上賽事，但整體不夠16場頭馬，亦不算是達標。
如果練馬師的成績不合最低要求否則將會被馬會發出警告信，累計三次便要被收回牌照，結束其香港練馬事業。2015/16馬季，練馬師胡森和孫達志因分別在3季未能達標而不再獲馬會發出的練馬師牌照。
2016/17年練馬師吳定強已累積3季成績不達標而不再獲發練馬師牌照。
2017/18年練馬師李易達及告達理已累積3季成績不達標而不再獲發練馬師牌照。
此外，香港練馬師亦有年齡上限，馬會規定練馬師一旦達65歲便須退休，2013年修例指已達退休年齡的練馬師若表現「符合要求」（馬會要求練馬師每年練馬師頭馬榜和獎金榜均列前五），便可放寬續牌三或五年。香港著名練馬師「大摩」約翰摩亞便是首位超過65歲而獲得續牌的練馬師。2019年，將達65歲的蔡約翰獲香港賽馬會的牌照委員會發出2019-20馬季的練馬師牌照，並決定只要他繼續符合馬會所訂準則，即有資格獲考慮發給練馬師牌照，直至及包括2023-24馬季在內。2021年12月17日，馬會高層夏定安在早上公布，告東尼獲得2022-23練馬師牌照，往後會每年作出檢討，一年一年去計算。
此外，香港亦與世界各地賽馬界中有「馬房主帥制度」，即騎師不與所屬馬會簽約而是與合約練馬師簽約，騎師的座騎全由該練馬師安排，其薪金亦是由馬主及練馬師支付。2015年，香港練馬師文家良便與著名法籍騎師巫斯義簽約成為馬房主帥，惶後來因巫氏的策騎手法經常違規而獲馬會多次停賽，文氏遂決定不再續約，令巫氏在港策騎多年後終離開香港馬壇。2017年，貝湯美獲香港賽馬會牌照委員會批准，准許他在2017-18馬季出任約翰摩亞馬房主帥。但由於兩人合作時表現未如理想，最終於2018年3月兩人同意結束主帥關係。2018年11月，決定回歸香港的騎師莫雷拉獲香港賽馬會牌照委員會批准由練馬師蔡約翰所提出的申請，准許他由2018年12月9日至2019年6月9日出任蔡約翰馬房聘約騎師。
2022/23年度，練馬師何良已累積3季成績不達標而不再獲發練馬師牌照。
2023年12月21日，馬會再次修例，將練馬師的退休年齡由65歲更改為66歲，馬會亦修訂練馬師符合資格續牌至70歲的準則，任何練馬師提出申請以於年屆66／70歲後獲得續牌，於提出申請時均須為在沙田及從化兩地設廄的練馬師或由之後一個馬季開始前成為在兩地設廄的練馬師，以及之前3季均符合練馬師表現準則的最低要求。此為申請續牌的基本條件。練馬師年屆66歲後(直至70歲)續牌最低要求中，增加一項於年屆66歲該馬季之前3個馬季中，訓練多於一匹勝出分級賽(即國際分級賽及四歲馬經典賽事系列之比賽)頭馬的個別賽駒(包括至少一匹能勝出國際一級賽的個別賽駒)。
2024年6月7日，馬會修改練馬師成績合格規則，如練馬師並無於從化馬場設廐，合格頭馬數字為14場，而於從化設廐練馬師，合格頭馬數字為16場，而五班頭馬只計兩場的規例亦取消，即日生效。當日，鄭俊偉已贏得15場頭馬，即時合格上岸，而徐雨石尚欠1場頭馬合格。丁冠豪當日只得9場頭馬，尚欠5場。最終，徐雨石與鄭俊偉成為得益者，丁冠豪首次不達標，只得12場。
2024-25年馬季,所有練馬師均達標。但由於容天鵬已達練馬師退休年齡,因此不會申請2025-26年練馬師牌照。

## 著名練馬師

### 香港
- 佐治摩亞
- 鄭棣池
- 簡炳墀
- 約翰摩亞
- 方祿麟
- 告達理
- 愛倫
- 大衛希斯
- 姚本輝
- 告東尼
- 呂健威
- 蔡約翰
- 葉楚航
- 方嘉柏
- 沈集成
- 羅富全
- 丁冠豪
- 韋達
- 伍鵬志
- 巫偉傑

### 日本
- 尾形藤吉
- 松山吉三郎
- 藤本富良
- 武田文吾
- 保田隆芳
- 野平祐二
- 藤澤和雄
- 伊藤雄二
- 稻葉幸夫
- 松山康久
- 久保田金造
- 尾形充弘
- 坂口正則
- 坂口正大
- 大久保正陽
- 大久保洋吉
- 白井壽昭
- 橋田滿
- 松田博資
- 橋口弘次郎
- 國枝榮
- 宗像義忠
- 森秀行
- 音無秀孝
- 上原博之
- 佐佐木晶三
- 西園正都
- 鮫島一步
- 河內洋
- 安田隆行
- 安田翔伍
- 池江泰郎
- 池江泰壽
- 吉村圭司
- 淺見秀一
- 西浦勝一
- 松田國英
- 石坂正
- 南井克巳
- 藤岡健一
- 大久保龍志
- 角居勝彥
- 友道康夫
- 藤原英昭
- 堀宣行
- 矢作芳人
- 清水久詞
- 松永幹夫
- 齊藤崇史
- 須貝尚介
- 角田晃一
- 橋口慎介
- 石坂公一
- 池添學
- 中內田充正
- 杉山晴紀
- 蛯名正義
- 福永祐一
- 武幸四郎
- 四位洋文
- 田中勝春
- 田中博康

### 澳洲
- 湯美史密夫
- 活侯夫人
- 菲特文（David Lee Freedman）
- 甘明斯（James Bart Cummings）
- 甘寧斯（Anthony Cummings）
- 甘敏斯（James Cummings）
- 華禮納（Chris Waller）
- 廖康銘

### 紐西蘭
- 蘇禮雲（Dave O'Sullivan）
- 蘇保羅
- 黎昭昇
- 莫朗尼（Michael Moroney）

### 法國
- 費伯華（André Fabre）
- 夏文（John E. Hammond）
- 杜文（François Doumen）
- 黎祿殊（Élie Lellouche）
- 羅迪普（Alain de Royer-Dupré）
- 葛威法（Francis-Henri Graffard）
- 盧傑（Jean-Claude Rouget）
- 李格力（Éric Legrix）
- 高伯新（Richard Gibson）

### 美國
- 范高爾（Robert Julian Frankel）
- 翟誠道（Neil Drysdale）
- 苗利雅（Peter Miller）
- 浦學求（James E Picou）

### 英國
- 柏瑞尔·马卡姆
- 陳亮鏞
- 司徒德爵士
- 高仕登
- 包義定
- 向能
- 向禮倫
- 胡森

### 愛爾蘭
- 岳伯仁
- 莫狄

### 德國
- 孫達志
- 胡拿
- 錫丹璧
- 薛寶力

### 南非
- 羅禮諾（Alec Laird）
- 胡達富（Geoff Woodruff）
- 郭克（Mike de Kock）
- 苗禮德
- 霍利時
- 桂福特